# Amilna Estevão
Amilna Estevão (Luanda, 4 febbraio 1999) è una modella angolana.

## Biografia
Estevão è stata scoperta in Angola dalla sua agenzia madre Da Banda Model Management dove ha vinto Elite Model Look Angola 2013.
In seguito, ha firmato un contratto con Elite Worldwide debuttando nel 2015 alla Fashion Week. 
Ha sfilato per Prada, Fendi, Balenciaga, Alexander Wang e Moschino.
La sua prima copertina è stata su T Magazine con Craig McDean.